# Formula Tasman 1965
La stagione 1965 della Formula Tasman fu la seconda della serie. Si disputò tra il 9 gennaio e il 1º marzo, su sette prove. Venne vinta dal pilota britannico Jim Clark su Lotus-Climax.

## La pre-stagione

### Calendario
Le gare passano da 8 a 7. La gara a Lakeside è fuori campionato.
| Gara | Nome                         | Circuito                   | Giri | Lunghezza          | Data        |
| ---- | ---------------------------- | -------------------------- | ---- | ------------------ | ----------- |
| 1    | Gran Premio di Nuova Zelanda | Circuito di Pukekohe       | 50   | 50x3,540=177 km    | 9 gennaio   |
| 2    | Levin International          | Circuito di Levin          | 28   | 28x1,770=49,56 km  | 16 gennaio  |
| 3    | Lady Wigram Trophy           | Circuito di Wigram         | 44   | 44x3,730=161,14 km | 23 gennaio  |
| 4    | Teretonga International      | Circuito di Teretonga Park | 50   | 50x2,413=120,69 km | 30 gennaio  |
| 5    | Gran Premio di Sidney        | Circuito di Warwick Farm   | 45   | 45x3,621=162,95 km | 14 febbraio |
| 6    | Sandown Park 100             | Circuito di Sandown        | 54   | 54x3,103=167,56 km | 21 febbraio |
| 7    | Gran Premio d'Australia      | Circuito di Longford       | 26   | 26x7,242=188,29 km | 1º marzo    |

### Gara non valida per il campionato
| Gara | Nome        | Circuito             | Giri | Lunghezza           | Data    |
| ---- | ----------- | -------------------- | ---- | ------------------- | ------- |
| 1    | Lakeside 99 | Circuito di Lakeside | 66   | 66x2,414=159,324 km | 7 marzo |

- Con sfondo scuro le gare corse in Australia, con sfondo chiaro quelle corse in Nuova Zelanda.

## Risultati e classifiche

### Gare
| Gara | Circuito     | Tempo     | Velocità    | Pole Position | GPV                     | Vincitore     | Vettura        |
| ---- | ------------ | --------- | ----------- | ------------- | ----------------------- | ------------- | -------------- |
| 1    | Pukekohe     | 1h13'4    | 145,34 km/h |               | Graham Hill             | Graham Hill   | Brabham-Climax |
| 2    | Levin        | 24'05"9   | 123,45 km/h |               | Jim Clark               | Jim Clark     | Lotus-Climax   |
| 3    | Wigram       | 1h04'19"3 | 150,31 km/h |               | Bruce McLaren Jim Clark | Jim Clark     | Lotus-Climax   |
| 4    | Teretonga    | 52'58"9   | 136,7 km/h  |               | Jim Clark               | Jim Clark     | Lotus-Climax   |
| 5    | Warwick Farm | 1h11'06"8 | 137,5 km/h  | Frank Matich  | Jim Clark               | Jim Clark     | Lotus-Climax   |
| 6    | Sandown      | 1h02'57"7 | 159,7 km/h  | Jack Brabham  | Jack Brabham            | Jack Brabham  | Brabham-Climax |
| 7    | Longford     | 1h01'10"9 | 184,68 km/h | Bruce McLaren | Jack Brabham            | Bruce McLaren | Cooper-Climax  |

### Gara non valida per il campionato
| Gara | Circuito | Tempo     | Velocità    | Pole Position | GPV | Vincitore | Vettura      |
| ---- | -------- | --------- | ----------- | ------------- | --- | --------- | ------------ |
| 1    | Lakeside | 1h02'16"3 | 153,51 km/h |               |     | Jim Clark | Lotus-Climax |

### Classifica Piloti
Al vincitore vanno 9 punti, 6 al secondo, 4 al terzo, 3 al quarto, 2 al quinto e 1 al sesto. Sono tenuti validi i punti conquistati in tutti i gran premi corsi in Australia, il risultato del Gran Premio di Nuova Zelanda e i due migliori risultati degli altri 3 gran premi neozelandesi.
| Punti | 9 | 6 | 4 | 3 | 2 | 1 |

| Pos | Pilota           | NZL | LEV | LWT | TER | SID | SAN | AUS | Punti   |
| --- | ---------------- | --- | --- | --- | --- | --- | --- | --- | ------- |
| 1   | Jim Clark        | Rit | 1   | 1   | (1) | 1   | 2   | 5   | 35 (44) |
| 2   | Bruce McLaren    | Rit | (5) | 2   | 2   | Rit | 4   | 1   | 24 (26) |
| 3   | Jack Brabham     |     |     |     |     | 2   | 1   | 2   | 21      |
| 4   | Frank Gardner    | 2   | 2   | 4   |     | Rit | Rit | Rit | 15      |
| 5   | Phil Hill        | NP  | 4   | Rit | 3   | Rit | 3   | 3   | 15      |
| 6   | Jim Palmer       | 3   | 3   | 3   | (5) | 6   | 5   | 7   | 15 (17) |
| 7   | Graham Hill      | 1   |     |     |     | 5   | Rit | 4   | 14      |
| 8   | Kerry Grant      | 9   | 12  | 5   | 4   | Rit | Rit | Rit | 5       |
| 9   | Bib Stillwell    |     |     |     |     | 4   | 6   | 6   | 5       |
| 10  | Frank Matich     |     |     |     |     | 3   | Rit | Rit | 4       |
| 11  | John Riley       | 4   | 9   | Rit | 9   |     |     |     | 3       |
| 12  | Rex Flowers      | 5   | Rit | Rit | Rit |     |     |     | 3       |
| 13  | Roly Levis       | 13  | 6   | 6   | (6) | 7   | 7   | 9   | 2 (3)   |
| 14  | Leo Geoghegan    | 6   |     |     |     | 8   |     |     | 1       |
| 15  | Andy Buchanan    | 7   | 7   | 7   | Rit |     |     |     | 0       |
| 16  | Bruce Abernethy  | Rit | NP  | Rit | 7   |     |     |     | 0       |
| 17  | Bill Thomasen    | 10  | Rit | 8   | 8   |     |     |     | 0       |
| 18  | Red Dawson       | 8   | 10  | Rit | 10  |     |     |     | 0       |
| 19  | Graeme Lawrence  |     | 8   | Rit | 11  |     |     |     | 0       |
| 20  | Glyn Scott       |     |     |     |     | 12  |     | 8   | 0       |
| 21  | Wally Mitchell   |     |     |     |     |     | 8   |     | 0       |
| 22  | Ken Sager        |     |     | 9   | Rit |     |     |     | 0       |
| =   | Rocky Tresise    |     |     |     |     | 9   |     | Rit | 0       |
| =   | Keith Rilstone   |     |     |     |     |     | 9   |     | 0       |
| 25  | Peter Gillum     |     |     | 10  | Rit |     |     |     | 0       |
| =   | Greg Cusack      |     |     |     |     | 10  |     |     | 0       |
| =   | Jack Hobden      |     |     |     |     |     |     | 10  | 0       |
| 28  | Ken Smith        | 12  | 11  |     |     |     |     |     | 0       |
| 29  | Dene Hollier     | 11  | 13  |     |     |     |     |     | 0       |
| 30  | Dave Walker      |     |     |     |     | 11  |     |     | 0       |
| =   | Mel McEwin       |     |     |     |     |     |     | 11  | 0       |
| 32  | Bill Stone       | 14  |     |     |     |     |     |     | 0       |
| —   | Lex Davison      | Rit |     |     |     | Rit | NP  |     | 0       |
| —   | Arnold Glass     | Rit |     |     |     |     |     |     | 0       |
| —   | Barry Collerson  |     |     |     |     | Rit |     |     | 0       |
| —   | Geoff McClelland |     |     |     |     | Rit |     |     | 0       |
| —   | John McDonald    |     |     |     |     |     | Rit | Rit | 0       |
| —   | Lyn Archer       |     |     |     |     |     |     | Rit | 0       |
| —   | Bob Jane         |     |     |     |     |     |     | Rit | 0       |
| —   | Bryan Thomas     | NP  |     |     |     |     |     |     | 0       |
| Pos | Pilota           | NZL | LEV | LWT | TER | SID | SAN | AUS | Punti   |

| Colore  | Risultato             |
| ------- | --------------------- |
| Oro     | Vincitore             |
| Argento | 2º posto              |
| Bronzo  | 3º posto              |
| Verde   | Finito a punti        |
| Blu     | Finito senza punti    |
| Viola   | Ritirato (Rit)        |
| Viola   | Non classificato (NC) |
| Rosso   | Non qualificato (NQ)  |
| Nero    | Squalificato (SQ)     |
| Bianco  | Non partito (NP)      |
| Bianco  | Non ha gareggiato     |
| Bianco  | Infortunato (INF)     |
| Bianco  | Escluso (ES)          |
| Bianco  | Gara cancellata (C)   |